# Sieć radialna
Sieć radialna – rodzaj jednokierunkowej sieci neuronowej w której wykorzystywana jest technika radialnych funkcji bazowych (RBF – Radial Basis Functions) i stosowane są neurony radialne.
Sieć radialna w typowym kształcie składa się z warstwy wejściowej (nieangażowanej bezpośrednio w procesy przetwarzania informacji), warstwy ukrytej złożonej z neuronów radialnych (jest ich zwykle bardzo dużo) i warstwy wyjściowej, wypracowującej odpowiedź sieci. Neurony radialne służą do rozpoznawania powtarzalnych i charakterystycznych cech grup (skupisk) danych wejściowych. Konkretny neuron radialny ulega pobudzeniu, gdy sieć radialna konfrontowana jest z przypadkiem podobnym do tego, który nauczył się on wcześniej rozpoznawać jako reprezentanta pewnej grupy. W warstwie wyjściowej sieci radialnej najczęściej występuje jeden neuron liniowy – ale bywają wyjątki od tej reguły.
Neuron w warstwie ukrytej realizuje funkcję zmieniającą się radialnie wokół wybranego centrum c i przyjmującą wartości niezerowe tylko w otoczeniu tego centrum. Funkcję taką oznaczamy w postaci {\displaystyle \varphi (x)=\varphi (\|x-c\|)} i nazywamy radialną funkcją bazową.
Neuron ma za zadanie odwzorować radialną przestrzeń wokół jednego zadanego punktu lub grupy punktów stanowiących klaster. Superpozycja sygnałów od wszystkich neuronów ukrytych, dokonywana przez neuron wyjściowy, pozwala uzyskać odwzorowanie całej przestrzeni wielowymiarowej.
Architektura sieci radialnych ma strukturę analogiczną do struktury wielowarstwowej sieci sigmoidalnej o jednej warstwie ukrytej, która to reprezentuje odwzorowanie nieliniowe realizowane przez neurony o radialnej funkcji bazowej.
Najprostsza sieć radialna działa na zasadzie wielowymiarowej interpolacji, która odwzorowuje {\displaystyle p} różnych wektorów wejściowych {\displaystyle x_{i}(i=1,2,\dots ,p)} z przestrzeni wejściowej
N-wymiarowej w zbiór {\displaystyle p} liczb rzeczywistych {\displaystyle d_{i}(i=1,2,\dots ,p).} Odpowiada to przyjęciu {\displaystyle p} neuronów radialnych w warstwie ukrytej i określenie funkcji odwzorowania {\displaystyle F(x),} dla której spełnione są warunki interpolacji {\displaystyle F(x)=d_{i}.}

## Dobór liczby neuronów warstwy ukrytej
Dobór liczby neuronów warstwy ukrytej w sieciach radialnych (sieciach iteracyjnych) zależy od przyjętego błędu. Neurony są dodawane iteracyjnie, 1 neuron w jednej iteracji aż do osiągnięcia błędu średniokwadratowego podanego przez użytkownika lub osiągnięcia maksymalnej liczby neuronów. Maksymalna liczba neuronów równa jest liczbie wektorów wejściowych, np. jeżeli {\displaystyle x_{i}(i=1,2,\dots ,p),} to maksymalna liczba neuronów równa jest {\displaystyle p.}

## Zastosowanie sieci radialnych
Sieci radialne znalazły zastosowanie w rozwiązywaniu problemów klasyfikacyjnych, zadaniach aproksymacji funkcji wielu zmiennych, jak i zagadnieniach predykcji. Na ogół uważa się (Kosko, 1988), że sieci radialne nadają się do wykrywania uszkodzeń w różnego rodzaju systemach rozpoznawania wzorców itp.